# Mesalina
Valeria Mesalina (en latín:  Valeria Messalina) (25 d. C.-48 d. C.) fue  la tercera esposa del emperador romano Claudio.
Fue célebre por su belleza y las constantes infidelidades a su esposo, el emperador, con miembros de la nobleza romana, así como con soldados, actores, gladiadores y otros. 
Mesalina tuvo gran influencia política en las decisiones que tomó su marido durante gran parte de su periodo como emperador romano; en este sentido, se le ha comparado con otro personaje de la historia romana, Livia.

## Biografía

### Infancia
Valeria Mesalina era hija del cónsul Marco Valerio Mesala Barbado Mesalino y de Domicia Lépida. Tuvo un hermano llamado Marco Valerio Mesala Corvino, que fue cónsul, y un medio hermano menor llamado Fausto Cornelio Sila Félix.

### Matrimonio y familia

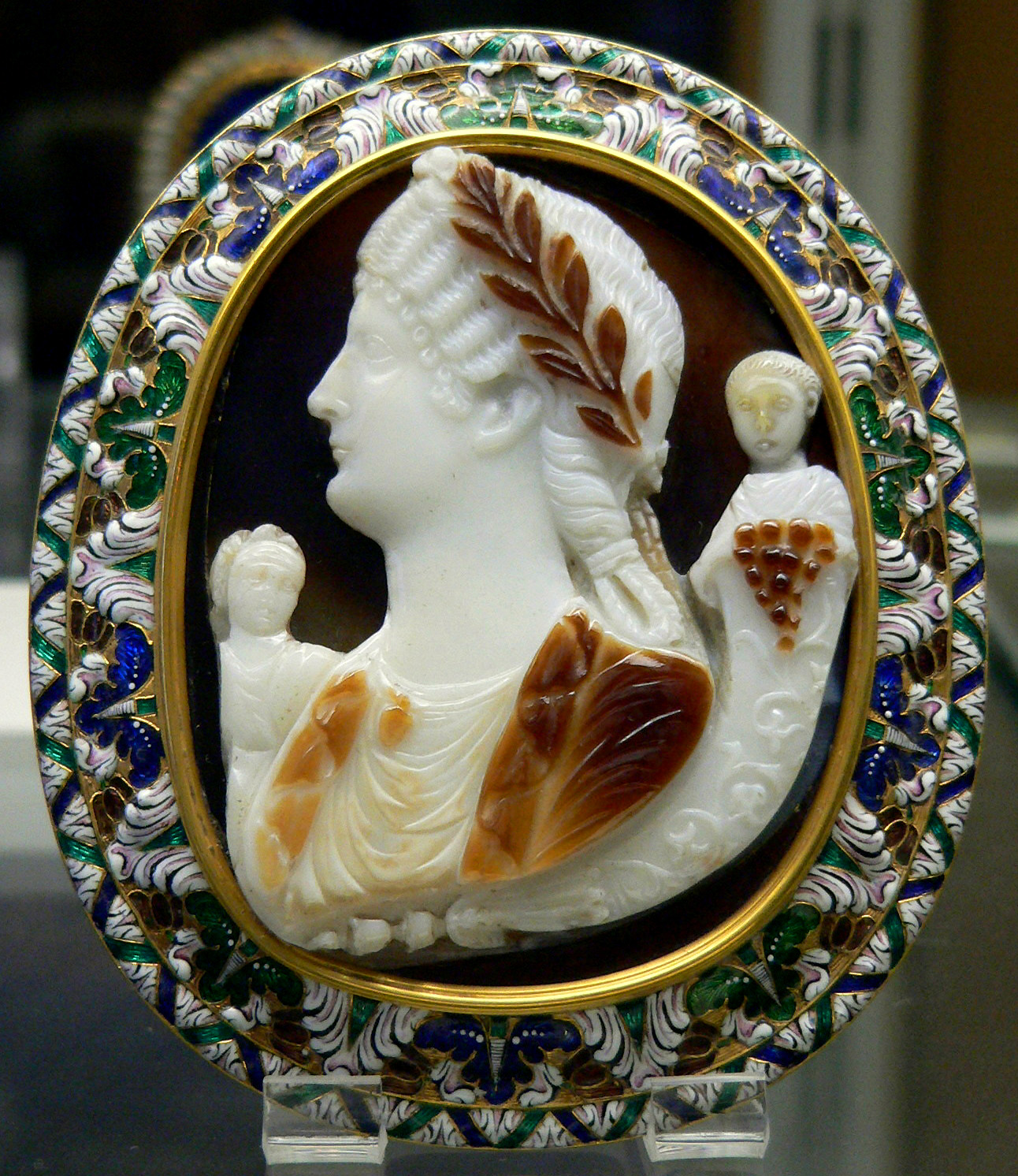
Camafeo con la efigie de Mesalina y la figura de sus hijos, Claudia Octavia y Británico.

Pese a estar emparentada con la familia imperial, Mesalina no gozaba de la condición económica que debía tener: su hogar estaba en decadencia, su padre no era un político prominente y su madre era una mujer poco virtuosa que había derrochado la fortuna familiar.
Al no poseer una dote digna de atraer a un funcionario de renombre, Mesalina tuvo que conformarse con aceptar el cortejo del hazmerreír de la corte, Claudio, 30 años mayor que ella y tío del entonces emperador Calígula, cuya atención había captado por su juventud y belleza. Ella decía amarlo y esto bastó para que Claudio, quien había tenido dos fracasos conyugales anteriormente, reconsiderara su posición respecto al matrimonio. Seguidamente se arregló el enlace que, a ojos de su madre Domicia, era ventajoso para su familia, en lo cual no se equivocó, pues después de la caída de Calígula, Claudio fue proclamado emperador, de modo que Mesalina y los suyos recobraron su posición social. El nuevo emperador estaba ciegamente enamorado de su esposa, lo que motivaba que se dejara manipular por ella. Mesalina se valió de este poder que ejercía sobre su consorte para lograr sus objetivos personales, que iban desde simples caprichos hasta ejecuciones.
El matrimonio tuvo una hija Claudia Octavia y un hijo Británico.

### Intrigas amorosas y mortales

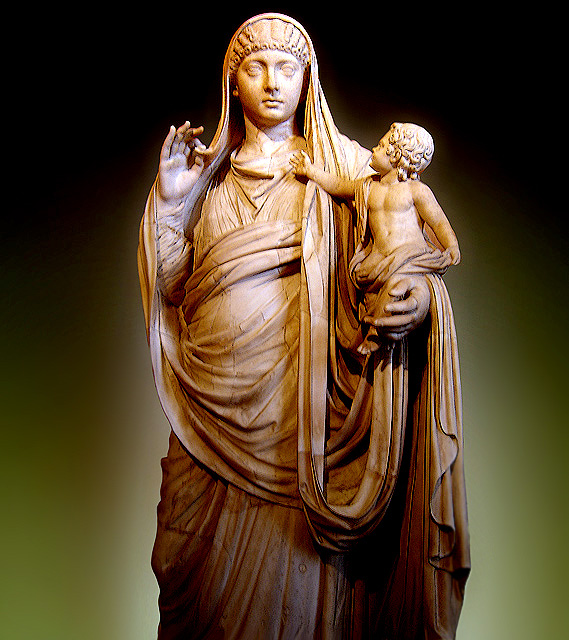
Mesalina y Británico.

Mesalina fue frecuentemente infiel a su esposo.
Cayo Apio Junio Silano fue, desde la adolescencia de Mesalina, su amor platónico.  Pese a sus múltiples insinuaciones, este jamás le correspondería. Una vez convertida en emperatriz, Mesalina convenció a su esposo de hacer regresar a Silano a Roma desde Hispania, adonde había sido relegado por sus opiniones políticas. Para tenerlo aún más cerca, Mesalina persuadió a Claudio de casar a Silano con Domicia, la propia madre de la emperatriz. Aun así, su flamante padrastro no cedió, por lo que Mesalina, viéndose despreciada, tramó una conspiración que terminó en el año 42 con Silano siendo ejecutado por traición.
Mesalina deseaba igualmente al actor Mnéster, pero este amaba a Popea Sabina la Mayor; Mesalina también envidiaba los magníficos jardines de Lúculo, propiedad de Décimo Valerio Asiático, así que, para satisfacer ambos caprichos, acusó falsamente a Popea de ser amante de Asiático; esta infamia provocaría el suicidio de los dos infelices y el logro de sus objetivos.

### Caída de Mesalina
Mientras Claudio estaba fuera de Roma, en el puerto de Ostia, Mesalina aprovechó para casarse con su amante, el cónsul Cayo Silio. Se ha afirmado que la pareja había tramado una conspiración contra el emperador, al cual Mesalina esperaba derrocar para poner en su lugar a su nuevo esposo. Avisado por su liberto Narciso, Claudio descubrió la bigamia de su esposa y la trama que urdía contra él, por lo que condenó a ambos al suicidio. Ya que no pudiendo hacerlo (solo se rasguñaron con el puñal), Mesalina fue decapitada a espada por un centurión.

### Después de Mesalina

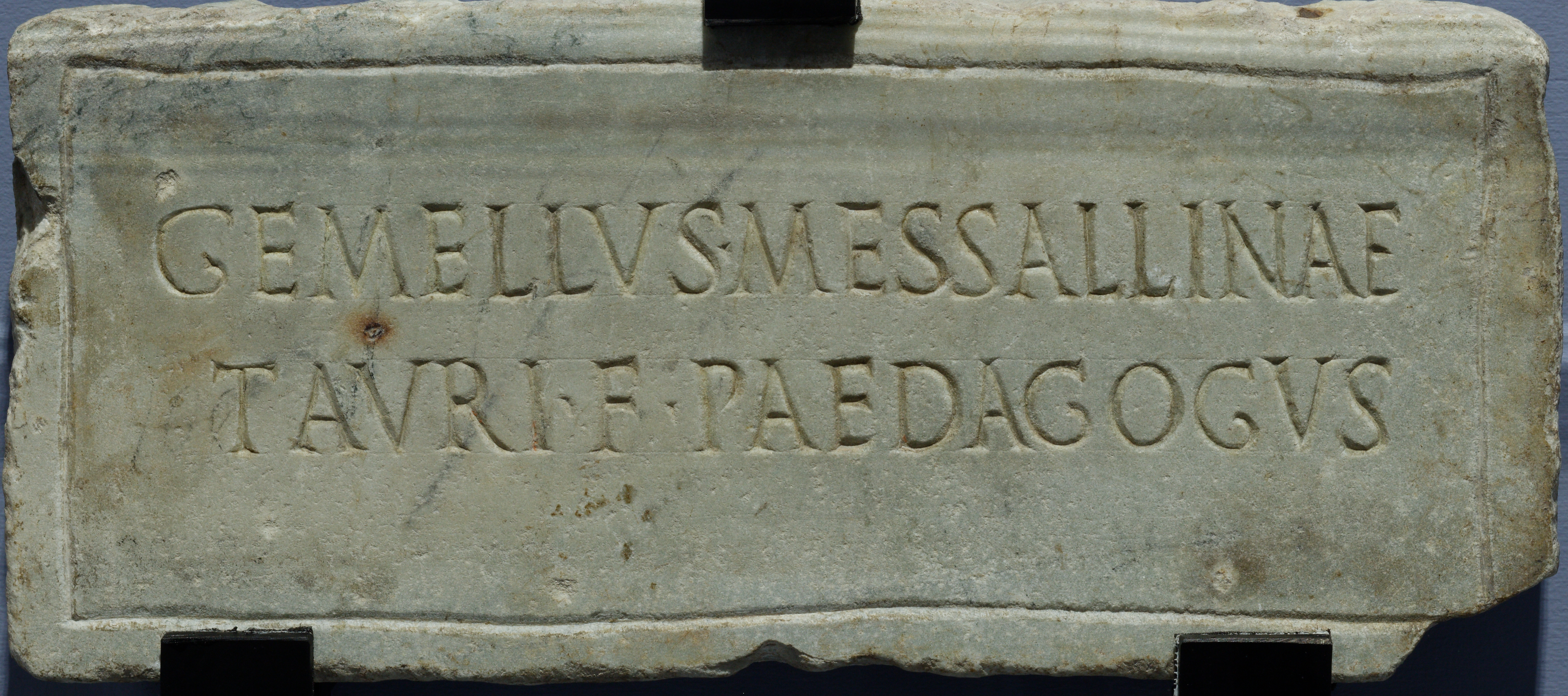
Inscripción honoraria romana dedicada a Mesalina por su pedagogo Gemelo.

Claudio, debido a la humillación que había sufrido, tras su muerte decretó que el nombre y efigies de la que había sido su esposa fuesen retirados de todos los lugares públicos y privados en los que se le hacía alusión por el alto rango que había ostentado, para borrar su recuerdo (damnatio memoriae). 
Ordenó a su guardia pretoriana que lo matara si se volvía a casar, promesa que no cumplió, ya que contrajo matrimonio con su sobrina Agripina la Menor, siendo este su último matrimonio. Esta conspiró en contra de los hijos de Mesalina; puso en duda la paternidad de Británico, siendo este desheredado en favor de Nerón, el hijo de Agripina, quien después de la muerte de Claudio lo sucedería como emperador.

### Cronología de su vida
- 25 d. C. — Nacimiento de Mesalina en Roma.
- 38 d. C. — Se casa con Claudio, quien por entonces tenía aproximadamente 50 años, con lo que pasaba a ser la tercera esposa del tío del emperador Calígula.
- 40 d. C. — Nacimiento de su primer vástago con Claudio, Claudia Octavia (Octavia Neronis).
- 41 d. C. — El 12 de febrero nacimiento de su primer y único hijo varón, Británico.
- 41 d. C. — Tras el asesinato de Calígula, Claudio fue nombrado emperador, por tanto su esposa Mesalina obtuvo el título de emperatriz.
- 42 d. C. — Celosa Mesalina, propagó el rumor del adulterio cometido entre Séneca y Julia Livila —hermana de Calígula y sobrina de Claudio— porque tenía cierta influencia sobre su esposo.
- 46 d. C. — Por instigación de Mesalina, Marco Vinicio —esposo de Julia Livila— fue asesinado en 46, aunque recibió un funeral de Estado.[2]
- 48 d. C. — Narciso, el liberto de Claudio, descubre la conspiración de Mesalina, quien en secreto había cometido bigamia al casarse con el cónsul Cayo Silio, con quien planeaba usurpar el trono de Roma. Para ello pretendían deshacerse de Claudio.
- 48 d. C. — Mesalina, al igual que su amante, fue obligada a suicidarse, pero, al no poder hacerlo, fue apuñalada por Narciso cuando celebraba su supuesto triunfo.

### Anécdotas de su promiscuidad

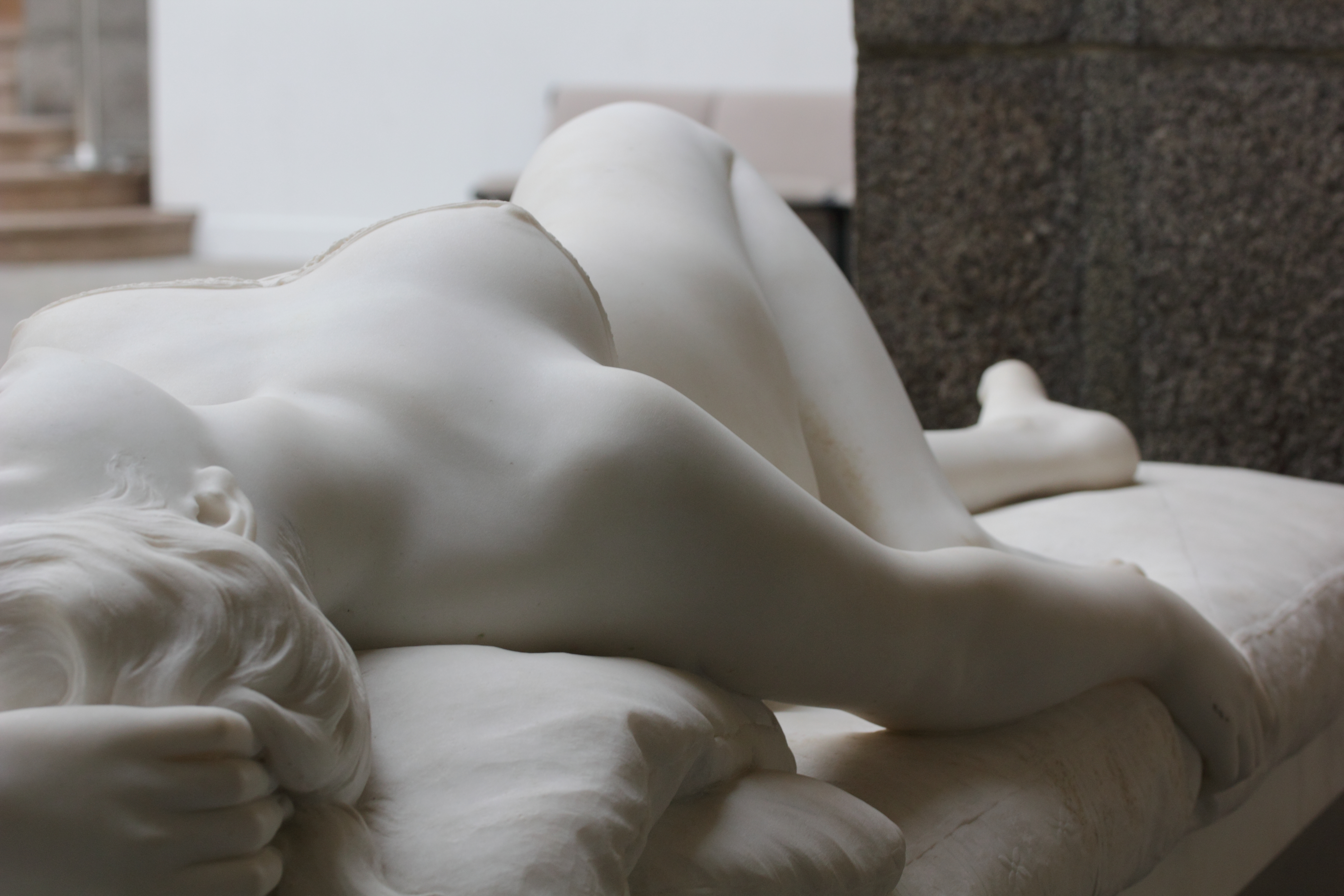
Mesalina, Eugène Cyrille Brunet (1884), Museo de Bellas Artes de Rennes.

Los rumores y habladurías sobre la ninfomanía de Mesalina constituyen una leyenda que ha llegado hasta nuestros días pero cuya historicidad no está clara del todo.
Según el escritor Plinio el Viejo, Mesalina, orgullosa de su legendaria lascivia, lanzó un reto al gremio de las prostitutas de Roma: las instaba a participar en una competición, que ella organizaría en palacio, aprovechando la ausencia de su esposo, quien estaba en Britania. Dicho desafío consistía en saber quién podía atender a más hombres en una noche. El certamen daría inicio al anochecer, y a él asistirían muchos hombres importantes de la corte, además de otras damas a las cuales Mesalina había convencido de participar. Las prostitutas aceptaron el reto y enviaron a una representante, la prostituta más famosa de Roma, una siciliana llamada Escila, cuyo nombre era el mismo que el del monstruo femenino citado por Homero en La Odisea, el cual se tragaba enteros a los hombres que tripulaban los barcos que pasaban por el estrecho de Mesina, Italia, siendo el apodo obviamente una clara alusión a la capacidad sexual de la prostituta. Aquella noche, después de haber sido poseída por 25 hombres, Escila se rindió y Mesalina salió victoriosa, pues superó la cifra al llegar al amanecer y seguir compitiendo. Según se dice, aun después de haber atendido a 70 hombres no se sentía satisfecha, llegando hasta la cifra increíble de 200 hombres. Cuando Mesalina pidió a Escila que regresara, esta se retiró diciendo: «Esta infeliz tiene las entrañas de acero».
Según el poeta Juvenal, Mesalina llegó a prostituirse en el barrio de Subura bajo el apodo griego de Lycisca (mujer-loba).

### La palabra «Mesalina»

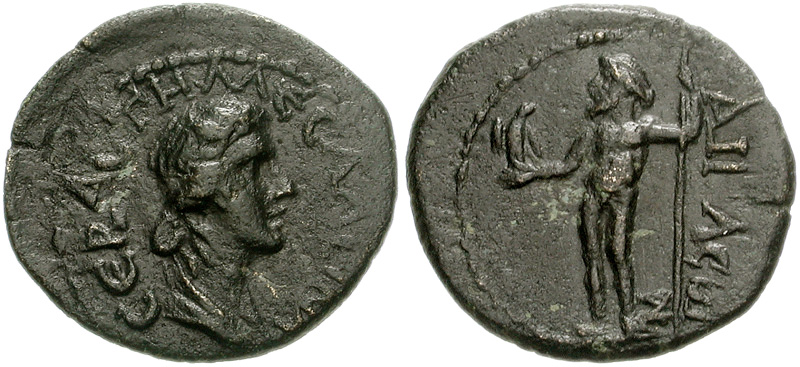
Monedas con la imagen de Mesalina.

En principio Mesalina era la forma femenina del nombre Mesala, pero debido a esta emperatriz romana y su fama, el nombre de Mesalina adquirió etimológicamente un nuevo significado: llegó a representar la idea de mujer muy libidinosa, hasta ser usado como un sinónimo de prostituta, similar a adjetivos como «ramera» o «meretriz». Esto en alusión a las anécdotas de la legendaria lujuria  que de ella se contaban.
Según el Diccionario de la Lengua Española (Real Academia Española): «Mesalina. (Por alus. a Mesalina, esposa de Claudio, emperador romano). f. Mujer poderosa o aristócrata y de costumbres disolutas».

## Mesalina en la cultura popular
La figura mítica de esta emperatriz es reconocida en la cultura popular como una ninfómana de la cual se han escrito algunos libros biográficos como: 
- Vanoyeke, Violaine y Guy Rachet. Mesalina, emperatriz y esclava del placer.
- Graves, Robert, Claudio, el dios, y su esposa Mesalina, donde se dramatiza la relación de Mesalina y el emperador.
- Vallejo-Nágera, Alejandra (2006). Locos de la historia: Rasputín, Luisa Isabel de Orleáns, Mesalina y otros personajes egregios. La Esfera de los Libros. ISBN 978-84-9734-477-7.

Además, la vida de esta mujer ha sido expuesta en algunas películas y series de televisión:
- Mesalina, de 1951, en la que María Félix interpretó a la emperatriz.
- Demetrio y los gladiadores, de 1954, en la que Mesalina fue interpretada por Susan Hayward.
- Los amores de Mesalina (Messalina, Venere Imperatrice),  péplum italiano de 1960, dirigido por Vittorio Cottafavi, con Belinda Lee en el papel titular.
- Capítulos X, XI y XII de la miniserie de la BBC, Yo, Claudio, de 1976, en la que Sheila White es Mesalina.
- Mesalina, Mesalina, de 1977, dirigida por Bruno Corbucci, en la que Anneka di Lorenzo interpreta Mesalina.Mesalina
- Anno Domini, de 1984, miniserie anglo italiana dirigida por Stuart Cooper, Mesalina es interpretada por la actriz brasileña Jennifer O'Neill.
- Imperio: Nerón, película para la televisión de 2004, en la que Sonia Aquino es Mesalina.
- Nymphomaniac, película dirigida por Lars Von Trier de 2013, en la cual se hace alusión a su ninfomanía cuando se le aparece a la protagonista tras sufrir un orgasmo espontáneo.